# Ioditis
Ioditis là một chi bướm đêm thuộc phân họ Tortricinae của họ Tortricidae.

## Các loài
- Ioditis capnobactra Meyrick, 1938